# Устьянский сельсовет (Красноярский край)
Устья́нский сельсове́т — сельское поселение в Абанском районе Красноярского края.
Административный центр — село Устьянск.

## Население
| 2010  | 2012  | 2013  | 2014  | 2015  | 2016  | 2017  |
| ----- | ----- | ----- | ----- | ----- | ----- | ----- |
| 1749  | ↘1730 | ↘1680 | ↘1672 | ↘1613 | ↘1598 | ↘1597 |
| 2018  | 2019  | 2020  | 2021  |       |       |       |
| ↘1587 | ↘1536 | ↘1520 | ↘1474 |       |       |       |

## Состав сельского поселения
| № | Населённый пункт | Тип населённого пункта       | Население |
| - | ---------------- | ---------------------------- | --------- |
| 1 | Денисовка        | деревня                      | ↘343      |
| 2 | Красный Яр       | деревня                      | ↗141      |
| 3 | Новокиевлянка    | деревня                      | ↘52       |
| 4 | Огурцы           | деревня                      | ↘87       |
| 5 | Успенка          | деревня                      | ↘218      |
| 6 | Устьянск         | село, административный центр | ↘908      |

## Местное самоуправление
Устьянский сельский Совет депутатов
Дата избрания: 14.03.2010. Срок полномочий: 5 лет. Количество депутатов: 10
Глава муниципального образования
- и. о. Яблоков Александр Васильевич. Дата избрания: 14.03.2010. Срок полномочий: 5 лет
- с 2014 года — Яблоков Александр Васильевич[12]